# Raúl Albiol
Raúl Albiol i Tortajada (Vilamarxant, 4 de setembro de 1985) é um futebolista espanhol que atua como zagueiro. Atualmente, joga pelo Villarreal.

## Clubes

### Valencia
Albiol começou a jogar com 9 anos nas categorias de base do Valencia, em 1994, onde ficou por 10 anos até 2004, subiu para o time profissional e foi emprestado ao Getafe por uma temporada.
Em agosto de 2004, quando estava para assinar um contrato para juntar-se ao Getafe, por empréstimo, Albiol se envolveu em um grave acidente de carro, sendo colocado em cuidados delicados. Ele conseguiu se recuperar completamente e, depois reaparecendo em janeiro, teve um parte muito importante do lado Real Madrid sobreviver à despromoção recado: ele fez sua estreia na primeira divisão no dia 15 de janeiro de 2005, em um empate em casa 1 a 1 com o Atlético de Madrid, ele marcou contra o outro lado da capital, o Real Madrid, em 2 a 1 triunfo em casa, dois meses depois.
Albiol, retornou na temporada seguinte ao Valencia, e rapidamente se estabeleceu como titular do time devido à sua versatilidade. No jogo de abertura da campanha da La Liga de 2006–07, ele marcou gol da vitória (seu único gol na temporada) contra o Real Betis, em partida que terminou com vitória de 2 a 1. No dia 12 de setembro de 2006, foi titular contra o Olympiacos pela Liga dos Campeões, na vitória por 4 a 2 fora de casa.
Pelos Los Che, permaneceu quatro temporadas como titular da equipe, sendo um dos destaques ao lado de Joaquín, David Silva, Juan Mata e David Villa.

### Real Madrid
No dia 25 de junho de 2009, Albiol chegou ao Real Madrid tornando-se o primeiro jogador espanhol a assinar com Florentino Pérez em seu retorno à presidência. Já no dia 2 de julho, ele foi apresentado oficialmente no Estádio Santiago Bernabéu e recebeu a camisa 18.
Albiol marcou seu primeiro gol pelo time merengue no dia 8 de dezembro, contra o Olympique de Marselha, na vitória por 3 a 1 pela Liga dos Campeões. Durante a campanha no Campeonato Espanhol, o Real Madrid sofreu uma baixa quando Pepe sofreu uma séria lesão no joelho, e assim Albiol ganhou mais espaço no time.

### Napoli
No dia 21 de julho de 2013, foi anunciado oficialmente como jogador Napoli, assinando por quatro temporadas com a equipe napolitana.

## Seleção Espanhola
Estreou pela Seleção Espanhola em 2007 tornando-se campeão da Euro 2008, da Copa do Mundo de 2010 e da Euro 2012. Também foi convocado para disputar a Copa do Mundo de 2014, no Brasil.

## Títulos
Valencia
- Copa da UEFA: 2003–04
- Copa do Rei: 2007–08

Real Madrid
- Campeonato Espanhol: 2011–12
- Copa do Rei: 2010–11
- Troféu Santiago Bernabéu: 2009, 2011 e 2012
- Supercopa da Espanha: 2012

Napoli
- Copa da Itália: 2013–14
- Supercopa da Itália: 2014

Villarreal
- Liga Europa: 2020–21

Seleção Espanhola
- Eurocopa Sub-19: 2004
- Eurocopa: 2008 e 2012
- Copa do Mundo FIFA: 2010